# Procedimiento de quejas individuales
El procedimiento de quejas individuales es un mecanismo facultativo, cuasi-contencioso y convencional para la protección de los derechos humanos. Permite a los individuos y a los grupos de individuos presentar denuncias por violaciones concretas o generales de los derechos humanos, recogidos en la denominada «Carta internacional de derechos humanos» (constituida por la declaración universal de derechos humanos y por los dos pactos internacionales de Nueva York) y en otros siete tratados internacionales específicos, ante los diferentes órganos del «sistema de las Naciones Unidas».

## La promoción y la protección de los derechos humanos
El sistema de las Naciones Unidas para la promoción y la protección de los derechos humanos se compone de dos tipos principales de órganos:
a) órganos basados en la Carta de las Naciones Unidas: el Consejo de derechos humanos y sus órganos subsidiarios (Grupo de trabajo sobre el examen periódico universal, Comité asesor y Procedimientos especiales que incluyen relatores especiales, representantes especiales, expertos independientes y grupos de trabajo); y
b) órganos de tratados internacionales, hasta nueve comités y un subcomité integrados por expertos independientes que son escogidos por los Estados Partes para supervisar la aplicación de los principales tratados internacionales de derechos humanos, con mandatos renovables cada cuatro años: 
1. Comité de derechos humanos del Pacto Internacional de Derechos Civiles y Políticos,
2. Comité de derechos económicos, sociales y culturales del Pacto Internacional de Derechos Económicos, Sociales y Culturales,
3. Comité para la eliminación de la discriminación racial de la Convención internacional sobre la eliminación de todas las formas de discriminación racial,
4. Comité para la eliminación de la discriminación contra la mujer de la Convención sobre la eliminación de todas las formas de discriminación contra la mujer,
5. Comité contra la tortura de la Convención contra la tortura y otros tratos o penas crueles, inhumanos o degradantes,
6. Comité de los derechos del niño de la Convención sobre los derechos del niño y sus dos protocolos, relativos a la participación de los niños en los conflictos armados, y a la venta de niños, la prostitución infantil y la utilización de los niños en la pornografía,
7. Comité para la protección de los derechos de todos los trabajadores migratorios y de sus familiares de la Convención internacional sobre la protección de los derechos de todos los trabajadores migratorios y de sus familiares,
8. Comité de los derechos de las personas con discapacidad de la Convención sobre los derechos de las personas con discapacidad,
9. Comité contra las desapariciones forzadas de la Convención internacional para la protección de todas las personas contra las desapariciones forzadas, y
10. Subcomité para la prevención de la tortura y otros tratos o penas crueles, inhumanos o degradantes (establecido en 2002 por el Protocolo Facultativo de la Convención contra la tortura de 1984) del Comité contra la tortura.

Hay otras vías para presentar denuncias individuales a los órganos de las Naciones Unidas. Se pueden presentar denuncias al Consejo de derechos humanos, a sus relatores especiales y grupos de trabajo, y a la Comisión de la condición jurídica y social de la mujer. Sin embargo, estos procedimientos tienen un planteamiento básico distinto del de los tratados internacionales antes mencionados, que proporcionan una reparación individual por conducto de mecanismos cuasi judiciales. 
También se pueden presentar denuncias a las organizaciones de la familia más amplia de la ONU, como la Organización Internacional del Trabajo (OIT) y la Organización de las Naciones Unidas para la Educación, la Ciencia y la Cultura (UNESCO). La Constitución de la OIT (artículos 26 a 34) regula un procedimiento de quejas entre Estados miembros de la OIT para llamar la atención sobre violaciones de los derechos laborales y de los trabajadores en los Estados miembros que incumplan los convenios de la OIT que han ratificado.
Por su parte, en el seno de la UNESCO existe un procedimiento extraconvencional confidencial de protección de los derechos humanos que son de la competencia de la UNESCO en las esferas de la educación, la ciencia, la cultura y la comunicación, regulado por la Decisión número 104, de 1978, del Consejo Ejecutivo de la UNESCO, que instaura un procedimiento de quejas individuales mediante comunicación de la víctima o grupo de víctimas (incluidas las ONG) directamente al director general de la Secretaría de la UNESCO, quien la remite al Comité de convenciones y de recomendaciones del Consejo Ejecutivo el cual, tras el estudio previo de su admisibilidad, intentará alcanzar una solución amigable entre la víctima y el Gobierno del Estado interesado.

## Desarrollo del procedimiento
Las denuncias con arreglo a uno de los nueve tratados internacionales solo se pueden presentar, una vez que se hayan agotado los recursos de la jurisdicción interna, contra el Estado que cumpla dos condiciones. En primer lugar, debe ser parte (mediante ratificación o adhesión) en el tratado internacional que establezca los derechos presuntamente violados. En segundo lugar, el Estado parte debe haber reconocido la competencia del comité encargado de la vigilancia del tratado internacional para recibir y examinar denuncias de particulares.
El procedimiento de quejas individuales está dividido en dos fases, una sobre admisibilidad y otra sobre fondo. El Comité decide sobre la admisibilidad (lo que implica que su decisión es vinculante) pero solo opina sobre el fondo del asunto. La opinión, en principio, no es vinculante, pero el Comité ha realizado una interpretación del tratado internacional concernido en virtud de la cual entiende que los Estados están obligados a seguir sus recomendaciones para la reparación de los abusos producidos.

### Fase de admisibilidad
Para que una queja se declare admisible debe cumplir los siguientes requisitos:
- El Estado denunciado debe ser parte del Primer Protocolo Facultativo.
- Deben haberse agotado todos los recursos ante los tribunales internos, salvo que estos se demoren injustificadamente. Esta decisión puede revisarse y admitirse la denuncia una vez estos recursos se hayan ejercido plenamente.
- Existe una especie de excepción de cosa juzgada, ya que si el asunto ha sido sometido a otro procedimiento internacional no se admitirá la denuncia, siempre que los hechos denunciados y los derechos invocados sean los mismos.
- No se aceptarán las quejas anónimas, que constituyan un abuso del derecho o sean incompatibles con el Pacto.
- La violación alegada debe haberse producido sobre un derecho reconocido en el Pacto en su título III y tras la entrada en vigor del Primer Protocolo para el Estado denunciado.

Si se declara la queja inadmisible, el procedimiento termina en dicho momento, sin posibilidad de apelación.

### Fase sobre fondo
Si, por el contrario, se declara la admisibilidad de la queja, el Comité solicita al Estado que en plazo de seis meses presente alegaciones, algo que también podrá hacer el denunciante. En función de toda la información disponible, el Comité emite su opinión sobre si se ha producido o no una violación.
El procedimiento es confidencial durante su tramitación en todas las fases, y las decisiones y observaciones del Comité solo se comunican a las partes: el Estado y el individuo. No obstante, en la práctica, el contenido del procedimiento se hace público en el informe anual que el organismo debe remitir a la Asamblea General de las Naciones Unidas.
Las opiniones sobre fondo del Comité no son vinculantes por sí mismas, ya que no tienen la naturaleza de sentencia. No obstante, dado que por el artículo 2 del Pacto los Estados partes se comprometen a adoptar las medidas necesarias para la efectividad de los derechos reconocidos, el organismo entiende que sus observaciones, que contienen propuestas de medidas concretas de reparación, deben ser acatadas. De lo contrario, se incurriría en incumplimiento de dicho artículo 2. El Comité solicita que los Estados informen sobre las medidas adoptadas e incluso ha creado la figura de un Relator Especial para el seguimiento de sus opiniones y recomendaciones.

### Medidas provisionales
El Comité puede solicitar al Estado, en virtud del artículo 86 de su reglamento, la adopción de medidas provisionales, con carácter cautelar y de protección de los derechos humanos. Estas medidas pueden solicitarse en la fase de admisibilidad o la de fondo. Si el Estado no las acata, el Comité le atribuye responsabilidad internacional por incumplimiento de sus obligaciones, apelando también al artículo 2 del Pacto.
Las medidas provisionales se solicitan normalmente en casos de personas que van a ser ejecutadas o extraditadas a un Estado donde puedan sufrir tortura o tratos inhumanos o degradantes.